# Verbivka, Bahmaci
Verbivka (în ucraineană Вербівка) este un sat în comuna Obmaciv din raionul Bahmaci, regiunea Cernihiv, Ucraina.

## Demografie
Componența lingvistică a localității Verbivka
     Ucraineană (93,1%)
     Rusă (6,9%)
Conform recensământului din 2001, majoritatea populației localității Verbivka era vorbitoare de ucraineană (93,1%), existând în minoritate și vorbitori de rusă (6,9%).